# Melomys rubicola
Melomys rubicola es una especie extinta de roedor de la familia de los múridos. Era endémico de Bramble Cay, un cayo situado en aguas australianas del estrecho de Torres. Se trataba de un animal nocturno. Estaba amenazado por la erosión y el efecto de los fenómenos meteorológicos sobre el cayo en el que habitaba. De hecho, no se observó ningún ejemplar desde 2009 y un informe publicado en 2016 llegó a la conclusión de que la especie se había extinguido. Se confirmó que es la primera especie de mamífero extinta por el  cambio climático antropogénico.